# Aryabhatiya
Aryabhatiya (IAST: Āryabhaṭīya) o Aryabhatiyam (IAST: Āryabhaṭīyaṃ), un tractat astronòmic en sànscrit, és el magnum opus i l'únic treball supervivent conegut del matemàtic indi del segle V Aryabhata. El tractat usa un model geocèntric del sistema solar, en el qual el Sol i la Lluna són transportats per epicicles que al seu torn giren al voltant de la Terra. En aquest model, que també es troba a la Paitāmahasiddhānta (cap al 425 dC), els moviments dels planetes estan governats per dos epicicles, un més epicicle petit anomenat manda (lent) i un de més gran śīghra (ràpid).